# Oleksandrija
Oleksandrija (ukrainska: Олександрія lyssna (fil), ryska: Александрия) är en stad i Kirovohrad oblast i centrala Ukraina. Staden ligger cirka 65 kilometer nordost om Kropyvnytskyj. Oleksandrija beräknades ha 76 097 invånare i januari 2022.